# Les Révoltés du Bunny
Ne doit pas être confondu avec La Révolte de Bunny.
Pour plus de détails, voir Fiche technique et Distribution.
Les Révoltés du Bunny, ou Bugs Bunny boucanier  (Buccaneer Bunny), est un cartoon des Looney Tunes de 7 minutes réalisé par Friz Freleng en 1948, mettant en scène Bugs Bunny et Sam le pirate. Ce film fait partie de la trilogie spécial pirates qui comprend également La Révolte de Bunny et Le Feu aux poudres.

## Synopsis
Nous découvrons Sam en pirate, enterrant son trésor et possédant un bateau. Son coffre ressort et Sam s'aperçoit que Bugs vit dans le terrier où il avait creusé ; le lapin manque de se faire tuer lorsque Sam décide de l'éliminer afin de garder l'emplacement du trésor secret. Bugs le pousse presque au suicide et monte dans le bateau poursuivi par un Sam furax; ce dernier tombe sur Bugs déguisé en capitaine qui lui ordonne de faire diverses corvées avant de se rendre compte de la supercherie, son perroquet montre toutes les cachettes de Bugs avant de se faire offrir un bâton de dynamite allumé, Bugs imitant le perroquet attire Sam dans un canon que le lapin s'empresse de faire fonctionner. Il utilise ensuite le nid de pie comme ascenseur avant d'envoyer à Sam une corde qui débouche sur le sol; Sam s'assomme en voulant utiliser un levier, il rattrape une enclume de Bugs et coule son bateau, Bugs lui fait ensuite son coup du canon, le coup des portes, et enfin son coup de la poudre. Sam se fait avoir une dernière fois lorsque Bugs camoufle l'entrée de son terrier avec un canon.